# The Ghost Squad
The Ghost Squad (1961-1964) was een Britse politieserie met 52 afleveringen over de verrichtingen van een speciale afdeling van Scotland Yard, bekend als the Ghost Squad. De afdeling wordt geleid door Sir Andrew Wilson (een rol van Donald Wolfit) en undercoveragent Nick Craig (gespeeld door Michael Quinn).
In 1964 kreeg de serie een nieuwe naam G.S.5 met 13 afleveringen en een nieuwe undercoveragent Peter Clarke (een rol van Ray Barrett).